# Харкеби
Харкеби (ок. 300 г. до н. э.) — астроном, живший в эллинистическом Египте во время правления династии Птолемеев. Он был известен как жрец Селкет (звездочёт). Специализировался на лечении укусов змей и скорпионов. Он также вёл учёт дня и ночи, отслеживая восход и заход солнца.
Возможно, многие из его наблюдений были основаны на более раннем вавилонском вкладе в астрономию. Связанная с ним погребальная статуя известна надписью, в которой он описывает себя как эксперта по наблюдению за звёздами. Он называл планеты «богами, предсказывающими будущее» и утверждал, что знает всё, что предсказывает Сириус, но, судя по всему, не занимался составлением личных гороскопов.
Хархеби предсказывал погоду на основе гелиакических восходов неподвижных звезд. В своих предсказаниях он ссылался на ветры и знамения. Наблюдая за движением Солнца и Венеры на север и юг, Хархеби пришёл к выводу, что вавилоняне проследили их связь с погодными явлениями в Энума Ану Энлиль.

## Лунный кратер
В его честь назван лунный кратер Харкеби. Половина кратера находится на вершине большой равнины кратера Фабри. Харкеби находится на северо-северо-востоке от Фабри. На другой половине Харкеби, северо-западной, лежит кратер Вашакидзе, меньший, чем кратер Фабри. На юго-западе находится Вестин, а на юге Ричардсон.